# Szenes Zsuzsa
Szenes Zsuzsa (Budapest, 1931. június 2. – Budapest, 2001. október 27.) Munkácsy Mihály-díjas magyar textilművész és grafikus. A hazai textilművészet megújításának jeles képviselője. A Széchenyi Irodalmi és Művészeti Akadémia rendes tagja (1993).

## Életpályája
Felsőfokú tanulmányokat folytatott a Magyar Iparművészeti Főiskolán (1951–1955), ahol Rozs Endre és Jets György voltak a mesterei. Pályakezdése kor anyagmintákat tervezett, a korban divatos geometrikus és ornamentikus díszítést részben figurálisra cserélte, anyagainak mintáit tájképrészletek és ismétlődő játékos figurák alkották. A korabeli Komplex Textilstúdióban dolgozott 1959 és 1962 között, közvetlen munkatársai voltak: Hübner Aranka, Szabó Mariann, Szilvitzky Margit. Függönyöket és egyedi szöveteket terveztek. Az 1960-as években grafikákat készített, groteszk, ironikus, burjánzó formákat alkalmazott mintegy rokonságban Gross Arnold, Gácsi Mihály, Gyulai Líviusz stílusirányzatával. Apró kellékeket, babákat, bútorokat, órákat, növényeket, enteriőröket örökített meg grafikai lapjain. Szinte csipkeszerű rajzai jótékony hatást gyakoroltak textiles mintáira. Gyapjútűzéses technikával megalkotta Életfa című faliképét, az 1968-as textil kiállításra készítette Textil falikép című alkotását.
A vegetációs motívumokat a textilre is átvitte (Virágot szagoló nő, 1968; Füvek 1970; Harmat, 1971; Zöld gyökér, 1972). Szervezeti területen is sokat tett a textilművészet fellendítéséért. A modern stílusirányokat és elemeket (konceptuális művészet, performansz, kollázs) mind a grafikában, mind a textilművészetben kipróbálta, s nagy sikerrel. A magyar textilművészetet a képzőművészetek szintjére emelte, már-már átlépve a műfaji határokat. (Hideg ellen általában, Csomagterv, Huzat, Cella : enteriőr, exteriőr (1977). Az 1979-es Textil a textil után és a Textil, textil nélkül című kiállításokon fotómunkáit mutatta be. 1980-ban Téralkotás, tárgyformálás sorozatában Alma Mater címen egykori iskoláját, a Magyar Iparművészeti Főiskolát mutatta be, mint építészeti teret leplekkel érzelmes grafikai környezetté (environmentté) alakítva. 1983-ban alkotott Határon című akciójának motívumai grafikai lapjain is megjelentek. Könyvillusztrációkat is vállalt, fontos önálló kötete a kelmékről és hímzésekről szóló, mely 1974-ben jelent meg, 1976-ban újra kiadták. A hazai textilművészet megújításának jeles képviselője és szervezője.

## Kiállításai (válogatás)[5]

### Egyéni
- 1959 • Műcsarnok, Budapest [Hübner Arankával, Szabó Mariannal] (katalógussal)
- 1962 • Erkel Ferenc Múzeum, Gyula
- 1969 • Csók Képtár, Székesfehérvár (kat.) • Dürer Terem, Budapest • Mini Galéria, Budapest
- 1971 • TV Galéria, Budapest
- 1972 • Bartók Béla Művelődési Központ, Szeged
- 1974 • Egyetemi Színpad, Budapest • Fészek Klub, Budapest
- 1975 • Művelődési Központ, Hajdúszoboszló
- 1976 • A III. Fal- és Tértextil Biennálé díjnyerteseinek kamarakiállítása [Szilvitzky Margittal, Zwinger, Kőszeg (katalógussal)
- 1977 • Fabricius Ház, Sopron
- 1978 • Komárom megyei Művelődési Központ, Tata
- 1980 • Alma Mater, Iparművészeti Múzeum, Budapest
- 1980 • Szent István Király Múzeum, Székesfehérvár (katalógussal) • Kriptográfia, Jókai Művelődési Központ, Budaörs
- 1981 • Művelődési Központ, Perbál
- 1982 • Grafikák, Bank Galerie, Iserlohn (NSZK)
- 1982 • Grafikák, Nemzeti Könyvtár, East Lansing Művelődési Központ (USA) • Kalman Open Haus, Toronto (Kanada)
- 1985 • Műcsarnok, Budapest (katalógussal)
- 1994 • Patiance, Galéria a Fekete Krisztusnál
- 1999 • Széchenyi Irodalmi és Művészeti Akadémia székfoglaló, MTA, Budapest.
- 2003 • Szenes Zsuzsa emlékkiállítás, Budapest Galéria
- 2008 • KÉPzőművészet? Szenes Zsuzsa textilművész emlékkiállítás, N&N Galéria, Budapest

### Csoportos
- 1961 • Iparművészeti Vállalat, Budapest
- 1968 • Textil falikép 68, Ernst Múzeum, Budapest
- 1969 • Textil falikép 69, Savaria Múzeum, Szombathely
- 1970 • Balatoni Nyári Tárlat, Keszthely • 1. Fal- és Tértextil Biennálé, Savaria Múzeum, Szombathely • Prizma-csoport, Iparművészeti Múzeum, Budapest • Prizma-csoport, Műcsarnok, Budapest
- 1971 • XII. Nyári Tárlat, Móra Ferenc Múzeum, Szeged • Az Iparművészeti Vállalat 15 éves jubileuma, Ernst Múzeum, Budapest
- 1972 • 2. Fal- és Tértextil Biennálé, Savaria Múzeum, Szombathely • XIII. Nyári Tárlat, Szeged • Mai Magyar Iparművészet, Iparművészeti Múzeum, Budapest • Öt magyar művész, Collegium Hungaricum, Bécs • Prizma-csoport, Miskolci Galéria, Miskolc • Prizma-csoport, Szent István Király Múzeum, Székesfehérvár
- 1973 • Magyar Textil Falikép, Manchester • Prizma-csoport, Művelődési Központ, Balassagyarmat
- 1974 • 3. Fal- és Tértextil Biennálé, Savaria Múzeum, Szombathely • Modern textilművészet, Modern Művészetek Múzeuma, Madrid • Mai Magyar Iparművészet II., Iparművészeti Múzeum, Budapest
- 1975 • Hagyományok a mai magyar iparművészetben, Design Center, Helsinki • Nők nemzetközi éve, Iparművészeti Múzeum, Budapest • Mai magyar textilművészet, Galerie Sin'Paora, Párizs • Jubileumi Iparművészeti kiállítás, Műcsarnok, Budapest • Válogatás a Savaria Múzeum gyűjteményéből, Künstlerhaus, Graz • 1. Nemzetközi Textiltriennálé, Centralne M. Włókiennictwa, Łódż (PL) • Magyar miniatűr textilek, Savaria Múzeum, Szombathely
- 1976 • Magyar textilek, Rab Rouah, Rabat (Tunézia) • Modern Magyar Textilművészet, Vigo Sternberg Gallery, London • Nemzetközi kollázs kiállítás, Musée Chateau, Annecy (FR) • Modern magyar textilek, Grassi Museum, Lipcse • Magyar miniatűrtextilek, MDM G., Varsó • Magyar textilkiállítás, G. Yahia, Tunisz • Textilgrafika, Magyar Nemzeti Galéria, Budapest • Nemzetközi zászlókiállítás, Párizs • Prizma-csoport, Művelődési Központ, Nyíregyháza
- 1977 • Modern magyar textilek, Stadtmuseum, Linz • Művészet a Művészetben, Dél-Balatoni Kulturális Központ, Siófok • Válogatás a szombathelyi textilbiennálék anyagából, Sipka u. Galéria, Szófia • Modern magyar textilművészet, Nordjyllands Kunstmuseum, Aalborg (DK) • Modern magyar textilművészet, Nikolaj Kirke, Koppenhága
- 1978 • 5. Fal- és Tértextil Biennálé, Savaria Múzeum, Szombathely • 2. Nemzetközi Miniatűrtextil Biennálé, Savaria Múzeum, Szombathely • Textil a textil után, Galéria 40, Eger
- 1979 • Textil, textil nélkül, Fiatal Művészek Klubja, Budapest, Velemi Alkotóműhely • Prizma-csoport, Handwerksammer, Köln
- 1980 • 70-es évek, Bercsényi Klub, Budapest • Rajz/Drawing, Pécsi Galéria, Pécs • Tendenciák 1970-1980, 1., Új művészet 1970-ben, Óbuda Galéria, Budapest • Soproni művésztelep, Sopron • Hilversum (NL) • A kéz intelligenciája, Műcsarnok, Budapest
- 1981 • G. Rysunku, Poznań • Objektek, szituációk és ellenpontok lágy anyagokkal, Műcsarnok, Budapest • Art and sea, Arts Centre, Sunderland (GB) • Papírművek 5., Csepeli Papírgyár, Budapest • International Postcard Show, Collingswood (USA) • Új szerzemények, Szent István Király Múzeum, Székesfehérvár • Tendenciák 1970-1980, 4., Fikció és tárgyiasság, Óbuda Galéria, Budapest • 14. Nemzetközi Grafikai Biennálé, Ljubljana
- 1982 • 4. Nemzetközi Miniatűrtextil Biennálé, Savaria Múzeum, Szombathely • Kyoto (JP) • Modern magyar textilművészet a Savaria Múzeum gyűjteményéből, Finanzbehörde, Hamburg • Nemzetközi bélyegmunkák, Fészek Klub, Budapest • Rajz/Drawing, Pécsi Galéria, Pécs • Válogatás a Savaria Múzeum textilgyűjteményéből, G. am Parktheater, Iserlohn (Német Szövetségi Köztársaság)
- 1983 • Helyzet. Az 1970-es évek művészete a Sárospataki Képtárban, Budapest Galéria Lajos u., Budapest • Miskolci Galéria, Miskolc • Magyar textilművészeti kiállítás-sorozat Franciaországban (Le Havre • Le Mans • Paris Aubusson • Amiens • Laon)
- 1984 • Az új textil, Szent István Király Múzeum, Székesfehérvár • Contemporary Hungarian Textiles 1933-1986, Castle Museum, Nottingham • Wapping Art Centre, London • Casper Arts Gallery, Barnsley • City Arts Gallery, Leicester (Nagybritannia)
- 1985 • Kortárs magyar textilművészet, Kultúra Háza, Pozsony • Nemzeti Múzeum, Prága • Művészeti szimpozionok eredményei III. Textil, Műcsarnok, Budapest
- 1988 • Eleven textil, Műcsarnok, Budapest
- 2006 • Hazai javak, 2B Galéria, Budapest[6]
- 2008 • Anya, Manna Galéria (átalakult, helyette Art Center), Budapest[7]

## Köztéri művei
- függöny (kézzel festett, 1963, Kecskemét, Aranyhomok Szálló, [Szilvitzky Margittal])
- kárpit (kézzel festett, 1964, Balatonfüred, Halászcsárda)
- kárpit (nyomott, 1967, Budapest, Szabadság Szálló)
- függöny (nyomott, 1968, Budapest, Halló Bár)
- térelválasztók (gyapjúhímzés, 1970, Budapest, Duna-Intercontinental)
- falikárpit (gyapjúhímzés, 1970, Szeged, Pártház)
- falikárpit (gyapjúhímzés, 1971, Párizs, Magyar Intézet)
- falikárpit (gyapjúhímzés, 1973, Budapest, Bajkál étterem)
- Labirintus (falikárpit, gyapjúhímzés, 1974, Rábafüzes, határállomás)
- kazettás mennyezet (nyomott anyag, 1977, Budapest, Hungarovin)
- falitextil (gyapjúhímzés, 1978, Parád, Gyógyfürdő)
- kötélmennyezet (1981, Nyíregyháza, Művelődési Központ)

## Művei közgyűjteményekben
- Szent István Király Múzeum, Székesfehérvár
- Magyar Iparművészeti Múzeum, Budapest
- Janus Pannonius Múzeum, Pécs
- Magyar Nemzeti Galéria, Budapest
- Szombathelyi Képtár, Szombathely

## Könyvek
- Házasságunk a Mikivel. Szenes Zsuzsa rajzos naplója 1951–1952-ből / Our marriage with Miki; előszó Kovalovszky Márta, Louise McCagg, angolra ford. Földvári Balázs; 2B Alapítvány–Louise McCagg, Bp.–New York, 2003

## Társasági tagság
- Prizma 13 csoport alapító tagja (1968);
- Velemi Textilművészeti Alkotóműhely szervezője és tagja (1977, 1983).

## Díjak, elismerések (válogatás)
- Munkácsy Mihály-díj (1974);
- Érdemes művész (1986)

## Külső hivatkozások
- Tollrajzaiból, kollázsaiból, életrajza KMML nyomán
- Szenes Zsuzsa egy gobelinje a szoborlap.hu honlapján[halott link]